# Mäkelänmäki
Mäkelänmäki este o arie protejată (arie specială de conservare — SAC, sit de importanță comunitară — SCI) din Finlanda întinsă pe o suprafață de 58 ha, integral pe uscat.

## Localizare
Centrul sitului Mäkelänmäki este situat la coordonatele 62°34′14″N 24°14′14″E / 62.5706°N 24.2372°E.

## Înființare
Situl Mäkelänmäki a fost declarat sit de importanță comunitară în august 1998 pentru a proteja un număr necunoscut de specii din flora spontană și fauna sălbatică aflate în arealul zonei. Situl a fost protejat și ca arie specială de conservare în aprilie 2015.

## Biodiversitate
Situată în ecoregiunea boreală, aria protejată conține 2 habitate naturale: Taiga vestică, Mlaștini împădurite.
La baza desemnării sitului se află un număr nedeclarat de specii protejate.